# Batrachedra
Batrachedra é um gênero de traça pertencente à família Agonoxenidae.